# آلن دیکس
آلن دیکس (انگلیسی: Alan Dicks؛ زادهٔ ۲۹ اوت ۱۹۳۴) یک مربی فوتبال اهل بریتانیا است.
از باشگاه‌هایی که در آن بازی کرده‌است می‌توان به باشگاه فوتبال چلسی و باشگاه فوتبال ساوتند یونایتد اشاره کرد.